# William Douglas, Lord di Liddesdale
William Douglas, Lord di Liddesdale (1300 circa – 1353 circa), combatté durante la Seconda guerra di indipendenza scozzese.

## Famiglia
Le origini di William Douglas sono oscure, così come le notizie sulla prima parte della sua vita. Suo padre, James Douglas, era un piccolo proprietario nelle terre di Lothian, ed era anche primo cugino di James Douglas (condottiero) eroe della Prima guerra di indipendenza scozzese. Nel 1323 successe al padre nel dominio dei possedimenti e circa quattro anni dopo fu il padrino di William Douglas, I conte di Douglas, figlio di Archibald Douglas (1298 prima- 19 luglio 1333) e nipote del condottiero James Douglas.

## Guerre intestine del regno di Scozia
Nel 1329 Roberto I di Scozia morì, l'anno seguente perì anche James Douglas, lasciando il regno in mano a Davide II di Scozia di soli cinque anni. Dall'altra parte del confine regnava il giovane Edoardo III d'Inghilterra che era succeduto sedicenne al padre Edoardo II d'Inghilterra, e poco dopo l'ascesa al trono aveva dovuto firmare il Trattato di Edimburgo-Northampton in cui riconosceva la piena indipendenza del regno di Scozia, quest'umiliante documento poneva fine alla Prima guerra di indipendenza scozzese.
Paradossalmente non tutti gli scozzesi erano stati soddisfatti di quell'accordo, nel 1296 il re Giovanni di Scozia era stato costretto ad abdicare nel 1296 da re Edoardo I d'Inghilterra ed era stato costretto a riparare in Francia dove era morto nel 1314. Il trono poi era andato a Roberto I di Scozia con estremo disappunto di Edward Balliol (1283 circa-1367), figlio di Giovanni, che nel 1331 cominciò a reclamare per sé il trono scozzese. Nella primavera seguente Edward, insieme ad Enrico di Beaumont e la tacita neutralità di Edoardo III d'Inghilterra cominciò a raccogliere uomini e mezzi per invadere la Scozia che versava in un grave vuoto di potere a seguito della morte di Thomas Randolph (I conte di Moray), nipote di Roberto I di Scozia, avvenuta nel luglio del 1332.
Violando il Trattato, che vietava incursioni militari lungo i confini, Balliol salpò dalle coste dello Yorkshire ed attraccò a Kinghorn per incontrare l'esercito di Davide II di Scozia. Quella che ne seguì viene ricordata come la Battaglia di Dupplin Moor che si combatté il 10 ed 11 agosto 1332, lo scontro vide la vittoria di Balliol che venne incoronato Re di Scozia il 24 settembre. Tuttavia il nuovo sovrano aveva ben poco appoggio in patria, a parte nella natia zona di Galloway e cercò di conquistare il consenso marciando attraverso le Lowlands scozzesi, i nobili scozzesi però erano molto versati nell'arte della guerriglia e poco a poco l'esercito del nuovo re venne rosicchiato dai continui agguati fino a che egli stesso non cadde in un'imboscata durante la Battaglia di Arran del 16 dicembre 1332, in seguito a questo Balliol fu costretto a riparare verso sud ed in questo conflitto viene per la prima volta citato apertamente William Douglas.
Nel 1333 Edoardo III d'Inghilterra gettò al vento ogni pretesa di neutralità e si schierò apertamente con Balliol, ripudiando il Trattato attaccò il villaggio di Berwick-upon-Tweed, sul confine sud-orientale della Scozia. Sir Archibald Douglas, che era Guardiano di Scozia, si gettò in battaglia per fronteggiare il nemico nella Battaglia di Halidon Hill del 19 luglio 1333. Archibald morì nello scontro insieme al figlio di James Douglas, William, il piccolo Davide fu deposto nuovamente ed Edoardo rimise Balliol sul trono, i sostenitori dei Bruce non rimasero però a guardare ed elessero due nuovi Custodi del Regno, John Randolph, III conte di Moray (1306-17 ottobre 1346) ed il nipote di Roberto I di Scozia, il futuro Roberto II di Scozia, capostipite degli Stuart. La situazione di stallo venne sbloccata nel 1335 quando Edoardo III d'Inghilterra invase la Scozia, arrivando a conquistare Edimburgo.

## Il ruolo nella lotta fra i Realisti e gli uomini di Balliol
In tutto questo si inserisce William Douglas. Questi era stato catturato all'inizio del 1333 a seguito della Battaglia di Dornock del 25 marzo ed era scampato al massacro di tutti gli uomini influenti e devoti ai Bruce avvenuto dopo la Battaglia di Halidon Hill perché si trovava già in carcere. Nel 1334 venne rilasciato e si mise al servizio di John Randolph, III conte di Moray che lo mandò nella regione di Galloway, nell'estate successiva, il 30 luglio 1335, durante la Battaglia di Boroughmuir, William catturò Guy, II conte di Namuir (1312-12 marzo 1336) e ne approfittò per cominciare a costrursi nella regione una base di potere. In seguito ritornò nelle proprie terre e mise insieme un gruppo di uomini disposti a compiere azioni di guerriglia contro gli inglesi per ostacolare la loro avanzata verso la capitale. Tuttavia William era un possidente relativamente piccolo, motivo per cui non aveva grossi benefici da offrire a chi lo volesse seguire e questo fa supporre che la maggior parte dei suoi seguaci fossero suoi parenti o comunque legati a lui da un qualche vincolo famigliare. Man mano però che le sue imprese ebbero successo emerse come fossero anche le sue capacità militari a tenere insieme il gruppo che si era creato.
Nel settembre del 1335 i realisti si radunarono al Dumbarton Rock e rielessero Andrew Murray (1298-1338), figlio di un luogotenente di William Wallace, come Custode del Regno ed un mese dopo Murray, insieme ai suoi uomini, incontro quelli di Balliol, che erano al comando di David de Strathbogie (1309-30 novembre 1335) nella Battaglia di Culblean combattuta il 30 novembre. Murray mise William a capo del gruppo in avanscoperta e quando questi vide le forze di Balliol ebbe l'ordine di fermarsi, Strathbogie credette che i realisti fossero impreparati allo scontro e che si stessero ritirando ed ordinò di caricare. Quello che non aveva previsto era di finire in un corso d'acqua che li avrebbe rallentati permettendo così agli uomini di Murray di contrattaccare, l'esercito di Balliol fu messo in seria difficoltà e costretto alla fuga, Strathbogie rimase appiedato e circondato dall'esercito nemico venne ucciso insieme ad alcuni dei suoi uomini più fedeli.
Nella seconda metà del 1330 William non smise di consolidare la propria posizione nella Scozia meridionale così come non smise di compiere razzie oltre il confine inglese. La sua attenzione si concentrò anche su Galloway, centro di potere per Balliol, e nel 1337 conquistò il Castello di Hermitage, nella valle di Liddesdale, non lontano dal Castello di Roxburgh, una delle poche fortezze scozzesi ancora in mano inglese. La fortezza era in un'ottima posizione per controllare i confini ed era anche stata a lungo nelle mani dei Bruce, finché Balliol non l'aveva conquistata e data al nobile inglese Ralph Neville, II barone Neville (circa1291-5 agosto 1367.
Nel 1341 il castello di Edimburgo era ancora nelle mani degli inglesi e William ricevette l'incarico di riconquistarlo. In quegli anni Edoardo lo aveva rifortificato vanificando la possibilità di tentare una scalata lungo la roccia, com'era stato fatto da Thomas Randolph (I conte di Moray) nel 1314 e William pensò di introdursi nel castello seguendo il vecchio metodo del Cavallo di Troia.
Il castello, così come molti altri, aveva bisogno che venissero portati al suo interno vettovaglie e rifornimenti di vario tipo il che generava un certo viavai di mercanti. William ed alcuni dei suoi uomini scelsero questo travestimento, i restanti compagni vennero portati nei carri ben nascosti dalle merci che dovevano comprovare la loro identità. Una volta arrivati all'ultimo cancello impedirono alla spranga di richiudersi, i soldati saltarono fuori e incitarono la cittadinanza a ribellarsi, col risultato che diversi inglesi furono scaraventati giù per la rupe che ospitava il maniero. 
Quest'impresa diede lustro a William che riuscì a controllare buona parte della Scozia del sud, egli però aveva un problema che il suo parente James Douglas non aveva avuto, a differenza di questi, infatti, William non aveva legami stretti con la famiglia reale dei Bruce e nemmeno con i suoi più intimi frequentatori, motivo per cui quel controllo fu sempre legato ad un certo uso della forza ed alla fine decise di visitare Davide II di Scozia in Francia così da poter stringere con lui un legame dal quale poter guadagnare qualcosa.

## Il difficile mantenimento del potere
Già nel 1339 William andò da Davide e ritornò con un piccolo contingente di uomini e la promessa di diversi favori se fosse riuscito a spianargli la strada per il ritorno al trono. Nel luglio del 1342 Davide investì William del titolo di Conte di Atholl, tuttavia questo onore non fu suo per molto, circa un mese dopo infatti il futuro Roberto II di Scozia, High Steward of Scotland, lo costrinse a cedergli il titolo. Per compensarlo il re diede a William, in settembre, alcune terre presso Eskdale, tuttavia Roberto II di Scozia provò a prendergli anche quelle a causa di una vecchia contesa ereditaria fra William ed il defunto Archibald Douglas.
Poco prima, intanto, nel dicembre del 1341, William era stato sfidato a duello da Enrico di Lancaster a Roxbourgh. Una ferita alla mano impediva però a William di combattere e così venne mandato avanti il suo secondo, Alexander Ramsay di Dalhousie, che condusse gli scozzesi al torneo. Ramsay non si limitò a vincere la giostra, ma conquistò anche il castello di Roxburgh, di cui William era il Conestabile titolare, nella Pasqua del 1342, quest'impresa fu percepita da William come un insulto mortale da parte del suo subordinato. Ancora peggio si sentì quando Davide II di Scozia gli requisì quel titolo e quello di Sceriffo per darli a Ramsay. William non perse tempo, insieme ad alcuni uomini catturò Ramsay mentre si trovava nel castello di Hermitage e lo gettò nella Oubliette dove morì di fame e di sete. Incredibilmente non fu punito per questo ed il re, grazie all'intercessione di Roberto II di Scozia, gli ridiede gli incarichi nello stesso anno.
William venne ucciso nel 1353 dal cugino William Douglas, I conte di Douglas a cui aveva fatto da padrino.